# Patinação artística nos Jogos Asiáticos de Inverno de 2011
As competições de patinação artística nos Jogos Asiáticos de Inverno de 2011 foram disputadas no Alatau Sports Palace em Astana, na Cazaquistão entre 3 e 5 de fevereiro de 2011.

## Medalhistas
| Evento                          | Ouro                              | Prata                           | Bronze                                        | Ref.  |
| ------------------------------- | --------------------------------- | ------------------------------- | --------------------------------------------- | ----- |
| Individual masculino (detalhes) | Denis Ten · Cazaquistão           | Takahito Mura · Japão           | Song Nan · China                              | [ 1 ] |
| Individual feminino (detalhes)  | Kanako Murakami · Japão           | Haruka Imai · Japão             | Kwak Min-jeong · Coreia do Sul                | [ 1 ] |
| Duplas (detalhes)               | Pang Qing · Tong Jian · China     | Sui Wenjing · Han Cong · China  | Ri Ji-hyang · Thae Won-hyok · Coreia do Norte | [ 1 ] |
| Dança no gelo (detalhes)        | Huang Xintong · Zheng Xun · China | Cathy Reed · Chris Reed · Japão | Yu Xiaoyang · Wang Chen · China               | [ 1 ] |

## Quadro de medalhas
| Ordem | País            | Medalha de ouro | Medalha de prata | Medalha de bronze |    |
| ----- | --------------- | --------------- | ---------------- | ----------------- | -- |
| 1     | China           | 2               | 1                | 2                 | 5  |
| 2     | Japão           | 1               | 3                |                   | 4  |
| 3     | Cazaquistão     | 1               |                  |                   | 1  |
| 4     | Coreia do Norte |                 |                  | 1                 | 1  |
| 4     | Coreia do Sul   |                 |                  | 1                 | 1  |
| TOTAL | TOTAL           | 4               | 4                | 4                 | 12 |